# Neodiprion merkeli
Neodiprion merkeli är en stekelart som beskrevs av Ross. Neodiprion merkeli ingår i släktet Neodiprion och familjen barrsteklar. Inga underarter finns listade i Catalogue of Life.